# Lindsay Ellingson
Lindsay Marie Ellingson (San Bernardino, California; 19 de noviembre de 1984) es una empresaria y modelo estadounidense, conocida por haber sido un ángel de Victoria's Secret. Ha desfilado para marcas como Chanel, Dolce & Gabbana, Proenza Schouler, Valentino y Christian Dior.

## Inicios
Lindsay Ellingson nació en San Diego, California (Estados Unidos), el 19 de noviembre de 1984. Su debut llegó en octubre de 2004 al abrir los desfiles de John Galliano, Christian Dior y Lanvin, durante la Semana de la moda de París primavera-verano 2005. Ella ha modelado en numerosos espectáculos como Shiatzy Chen, Blumarine, Chanel, Christian Dior, John Galliano, Gucci, Valentino, Lacoste, Victoria's Secret, Marc Jacobs, Oscar de la Renta, Zac Posen, Diane Von Furstenberg y Giorgio Armani . Sus campañas incluyen Moschino, DKNY, MAC, Dolce y Gabbana, David Charles, H & M y Tommy Hilfiger. Ha aparecido en las portadas de Vogue, Marie Claire, Elle, D Revista, GQ y L'Officiel a nivel internacional y ha aparecido en las páginas de Allure, Flair y iD también.

### Victoria's Secret
Ellingson pisó por primera vez las pasarelas de Victoria's Secret en el año 2007, durante sus primeros años sirvió como fit model o modelo de prueba. En 2011 se convirtió en uno de los ángeles oficiales de la marca. 
Junto con la modelo Emanuela de Paula, fueron elegidas para ser las portavoces de "Body by Victoria" de Victoria's Secret junto con Alessandra Ambrosio y Marisa Miller, que era también una modelo destacada en el 2009 Victoria's Secret "Swim" en el catálogo. En el año 2013 fue escogida para lucir un traje especial adornado con cristales de Swarovski.
En el año 2014 dejó de trabajar con la marca.

## Vida personal
Lindsay es la segunda de tres hermanas. Kaysie Ellingson es su hermana menor, y Kristine Ellingson es su hermana mayor. 
En diciembre de 2013, Lindsay se comprometió con Sean Clayton, vendedor de equipos médicos y en 2014 se casaron. En enero de 2020 confirmó que esperaba su primer hijo, habiendo sufrido un aborto espontáneo un año antes. Su hijo, Carter John Clayton, nació en mayo de 2020. En agosto de 2021 anunció que estaba embarazada por segunda vez. Su hijo, Roen Allen Clayton, nació el 11 de diciembre de 2021. El 12 de julio de 2024 anunció que estaba esperando su tercer hijo.